# Parafia św. Marii Magdaleny w Rudzie Śląskiej Bielszowicach
Parafia św. Marii Magdaleny w Bielszowicach – rzymskokatolicka parafia w dekanacie Kochłowice archidiecezji katowickiej. Została erygowana w XIV wieku. Z parafii wywodzi się biskup Wiktor Skworc – w latach 1998–2011 biskup ordynariusz diecezji tarnowskiej, a w latach 2011–2023 arcybiskup metropolita katowicki.
Kościół parafialny pw. Marii Magdaleny został wzniesiony w 1883 roku. 
Od 2023 roku proboszczem parafii jest ks. Mariusz Obałka.